# 汉阳圣高隆庞主教座堂
30°32′52.87″N 114°15′57.86″E / 30.5480194°N 114.2660722°E

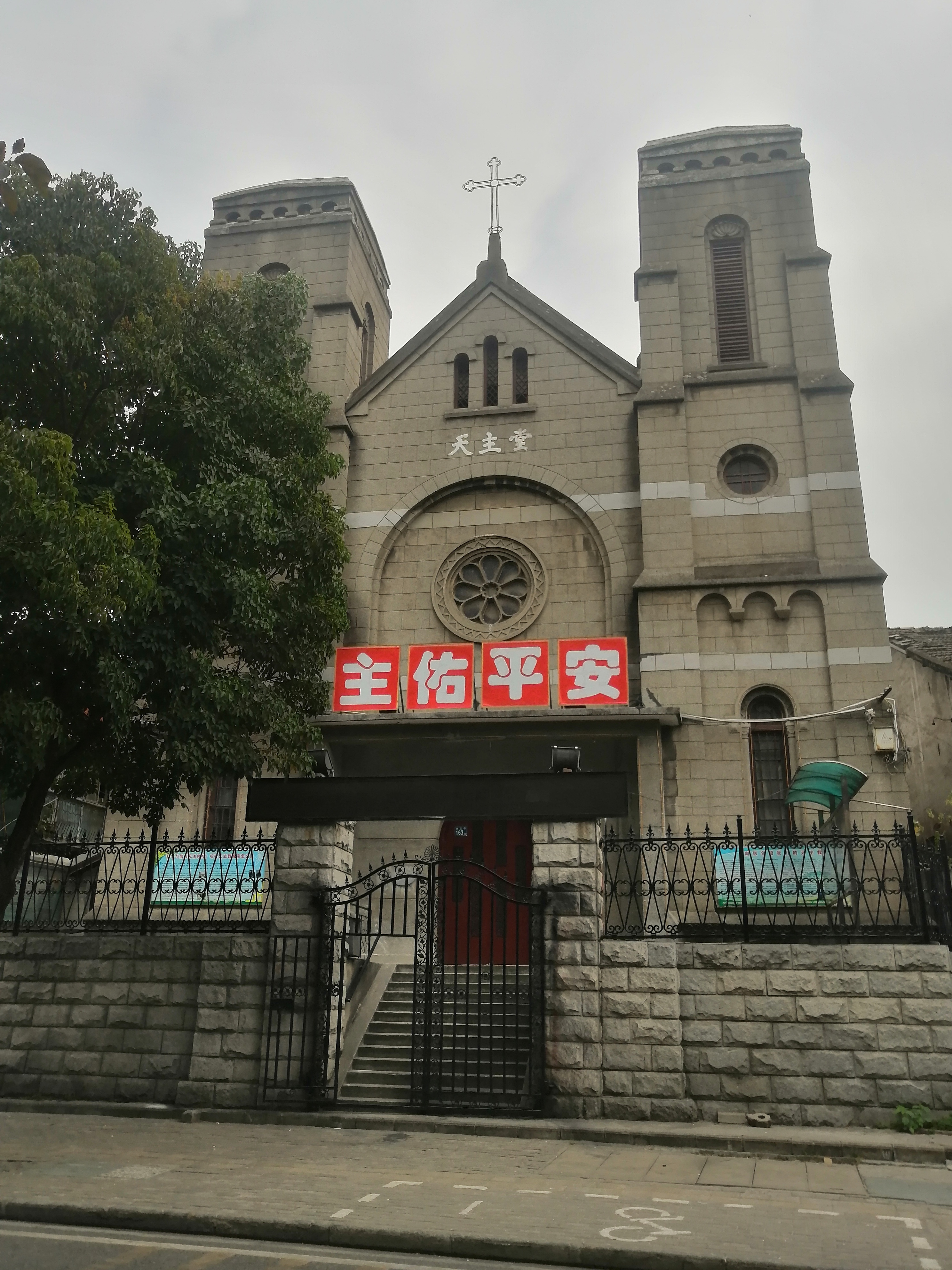

汉阳圣高隆庞主教座堂是天主教汉阳教区的主教座堂，位于湖北省武汉市汉阳区显正街。也是汉阳规模最大的一座教堂。
该天主教堂由爱尔兰圣高隆庞外方传教会创建。圣高隆庞外方传教会于1919年创立于爱尔兰，次年就来到中国汉阳，该传教会在中国创建了2个教区：湖北汉阳和江西南城。而汉阳可以看作该会在中国的总部所在地。 
1921年，高尔文主教在汉阳西门购买民房改建成教堂。1936年，由爱尔兰教士葛鲁森(J．Crossan)监督，建成长50余米，宽约15米，可容500余人做弥撒的主教座堂。教堂正立面建有方形钟塔一对，正门设计有精美的圆窗。主教座堂的后边是圣母山和主教公署楼。
1966年文化大革命开始，教堂被改作厂房，损坏严重。直到24年以后的1990年12月14日，汉阳圣高隆庞堂才重新恢复。
近期，武汉市政当局计划结合汉阳旧城区改造，将教堂前面的建筑拆成广场，使汉阳圣高隆庞堂成为当地一景。
汉阳圣高隆庞主教座堂被列为武汉市优秀历史建筑加以保护。